# Beyaz
Beyaz var ett vitt vin som såldes av Systembolaget. Vinet buteljerades av Vin & Sprit, hade sitt ursprung i Turkiet, och namnet betyder på turkiska just "vitt".
Vinet var inget för finsmakare utan tillhörde de absolut billigaste flaskorna i sortimentet vars kundkrets främst bestod av universitetsstudenter som ville dricka sig berusade för en mindre summa . Smaken har beskrivits som "Halvsött, odrickbart med smak av wellpapp och sur disktrasa." Artikelnummer på systembolaget var 2881.